# 울링모터스
울링모터스(영어: Liuzhou Wuling Automobile Industry Co., Ltd., 중국어: 五菱汽车集团控股有限公司, 병음: Wǔlíng qìchē jítuán kònggǔ yǒuxiàn gōngsī)는 2002년 11월 18일에 설립된 GM의 중국 자회사이다. SAIC-GM-Wuling 모터스(上汽通用五菱汽车股份有限公司, 영어 표기 SGMW)라는 조인트벤쳐 형태로 운영되는 중이다.
주요 자동차의 모델로는 중국 내 판매량 1위 (2015년 기준, China Daily)를 기록하는 홍광(紅光) 시리즈가 있으며, 중국 내 본사는 광시 장족 자치구(广西壮族自治区) 내 류저우(柳州) 시에 위치하고 있다.